# Selden Chapin
Pour les articles homonymes, voir Chapin.
Selden Chapin, né le 19 septembre 1899 et décédé le 26 mars 1963, est un diplomate américain.
Il fut ambassadeur en Hongrie (1947-1949), aux Pays-Bas (1949), Panama (1953-55), en Iran (1955-58) et enfin, au Pérou (1960).